# يزدجرد بن بهرام
يزدجرد بن بهرام جور كان ملكاً ساسانيًا (438- 457 م) وكان يلقب بهرام نرم أي اللين، ويلقب بهرام سپاه دوست أي محب الجيش. وكان عهده مليئا بالخطوب العظام إذ بدأ بمحاربة الروم وإكراههم على صلح يؤدّون فيه الجزية، ثم ثنى بمحاربة الهون والهياطلة فكانت وقائع من سنة 443 إلى سنة 451 م.
في زمنه حدثت فتن داخل المملكة، ففي أرمينيا وقعت حرب مع المسيحيين انتهت بهزيمة المحاربين من المسيحيين وجلائهم، وكانت فتن أخرى في الجزيرة، وقد ذبح في كركوك آلاف المسيحيين وتحيا ذكرى مقتلهم حتى اليوم في كركوك.[بحاجة لمصدر]